# جون نيلسون هينكلي
جون نيلسون هينكلي هو سياسي أمريكي، ولد في 11 يناير 1854، وتوفي في 25 أكتوبر 1905. نشط حزبياً في الحزب الديمقراطي.